# Cronaca grigia
La Cronaca Grigia è un settimanale, fondato, diretto e in pratica scritto interamente da Carlo Righetti, meglio conosciuto come Cletto Arrighi, giornalista, scrittore, commediografo attivo a Milano nella seconda metà del XIX secolo. La "Cronaca" esce tutte le domeniche, pur con alcune interruzioni anche pluriennali e cambiamenti di periodicità, dal 1860 al 1872. Il primo numero esce l'8 dicembre 1860, ma l'avventura è breve. La seconda serie comincia nel 1864: Carlo Righetti riprende le pubblicazioni che s'interrompono nuovamente nel 1869. Fortemente impegnato nell'avventura del teatro in dialetto milanese, il direttore-editore non poteva più attenersi all'impegno con i suoi abbonati. Altre brevi apparizioni avverranno nel 1872 (per circa otto mesi) e successivamente nel 1881.
Esempio perfetto di una stampa personalista, destinata a scomparire con la nascita del quotidiano moderno, la "Cronaca" si occupava principalmente di politica, di letteratura e di teatro, soprattutto a partire dal 1867, quando Righetti fonda il "Teatro Milanese". Nel 1868 il giornale diventa protagonista dello scandalo della cosiddetta Regia cointeressata ai Tabacchi, una sorta di tangentopoli ottocentesca, che vede coinvolti numerosi parlamentari del neonato stato unitario: a questa data risale l'alleanza con un altro quotidiano milanese, il "Gazzettino Rosa", diretto da Achille Bizzoni e Felice Cavallotti, e legato al partito radicale. La "Cronaca grigia" è ritenuto, anche per questo, uno strumento di stampa legato all'ambiente della Scapigliatura (nome per altro inventato dallo stesso Righetti nel suo romanzo La Scapigliatura e il 6 febbraio).